# Kramer (Comic)
Kramer ist ein Horror-Comic von Natalie Ostermaier, der 2018 beim Zwerchfell Verlag erschienen ist. Der Comic um den titelgebenden Inquisitor Heinrich Kramer gibt kein konkretes historisches Ereignis wieder, sondern erzählt die fiktive Geschichte der jungen Elsa, der als vermeintlicher Hexe der Prozess gemacht wird. 

## Inhalt
Ostermaiers Debütcomic spielt in einer Kleinstadt Ende des 15. Jahrhunderts, wo die junge Bäuerin Elsa der Hexerei beschuldigt wird. Die gutmütige und unverheiratete Frau kümmert sich regelmäßig um Straßenkinder; sie lässt sie etwa in der Scheune schlafen oder versorgt sie mit Essen und Trinken. Einem der Kinder wird vorgeworfen, auf magische Weise Mäuse erschaffen zu haben. Unter Folter durch die Inquisition der katholischen Kirche behauptet der Junge, Elsa sei eine Hexe.
Da es für einen Hexenprozess einen Experten braucht, wird der Inquisitor Heinrich Kramer gerufen. Er ist Verfasser des Malleus Maleficarum oder Hexenhammers, eines Regelwerks für die Hexenverfolgung, das erstmals 1486 erschien. Auch wenn die pseudowissenschaftliche Veröffentlichung offiziell weder kirchliche noch weltliche Anerkennung fand, legitimierte und förderte sie wesentlich die Hexenverfolgung.
Obwohl Kramer in Ostermaiers Geschichte von Misogynie und seinem fanatischen Glauben getrieben wird und Elsa mehrfach foltert, entwickelt er ambivalente Gefühle für sie und lässt die Anklage schließlich fallen. Elsa hat allerdings nicht viel von ihrer Freiheit, weil sie schon bald von einem wütenden Bürger der Stadt ermordet wird, der immer noch von ihrer Schuld überzeugt ist. Kramer wird währenddessen wegen seiner Selbstzweifel und Mitschuld mehr und mehr von alptraumhaften Visionen geplagt und von einer Dämonin heimgesucht. Die Geschichte gipfelt in einem großen Hexensabbat, als dessen Finale Kramer von der Dämonin in die Hölle gezerrt wird.

## Stil
Obwohl im Comic der titelgebende Heinrich Kramer eine zentrale Rolle spielt, bietet das Werk kaum eine historische Auseinandersetzung mit der Figur und stellt auch kein konkretes historisches Ereignis dar, sondern erzählt vor allem eine Horrorgeschichte. Die realistische Kulisse ergänzt Ostermaier um fantastische Elemente, wie etwa den Hexensabbat. Ihre Illustrationen sind größtenteils in Schwarz-Weiß gehalten, gelegentlich kommt ein kräftiges Rot zum Einsatz. Die fein ausgearbeiteten Bleistift- und Tuschezeichnungen haben zum Teil einen skizzenhaften Charakter und erinnern an Schabkarton-Grafiken, die Ostermaier mit aufwendigen und abwechslungsreichen Schraffuren versieht. Durch die Gegenüberstellung heller und dunkler Flächen erzeugt sie scharfe Kontraste in ihren Bildern. Das Charakterdesign erinnert stellenweise an Manga. Explizit dargestellte Folterszenen und Kramers Sexualfantasien bilden einen wichtigen Bestandteil der Erzählung. Als wichtigste Quelle für die historischen Elemente des Comics nennt Ostermaier eine Studie des Konstanzer Historikers Rainer Beck.

## Kritiken
In ihrer Dialog-Rezension bei Comicgate kommen Gerrit Lungershausen und Christian Muschweck zu leicht unterschiedlichen Ergebnissen. Während Lungerhausen nur fünf von zehn Punkten vergibt, ist Muschweck mit sieben Punkten positiver gestimmt. Lungershausen urteilt, Kramer bemühe sich gleichzeitig um „historische Akkuratesse und künstlerische Gestaltung“, löse aber keinen der Ansprüche ein, „weil er zum einen trivialisiert und zum anderen nicht stringent ist.“ Die Mimik der Figuren falle „zwar reichlich exaltiert, aber doch sehr eindrücklich“ aus. Für Muschweck funktioniert das Werk „wie ein Frank-Miller-Comic: grell und plakativ“. Ostermaier nutze ihr Wissen, „um im historischen Kontext frei improvisieren zu können, ohne sich eine Blöße zu geben“. Sie habe weniger eine „Erzählung geschaffen als vielmehr ein illusionsloses Stimmungsbild, in dem die Menschheit zum Leid verdammt“ sei, das sie mit „eindrucksvollen Folterszenen“ garniere. Einig sind sich die beiden, dass Kramer, da es keine historisch akkurate Geschichte erzähle, insbesondere die Fantasy-Elemente ausmachten. Dabei würden allerdings wichtige Aspekte ausgeblendet, unter anderem die „Hexenverfolgung als soziales Phänomen zur Ausgrenzung bestimmter Bevölkerungsgruppen“. Beide loben ebenfalls die düstere Stimmung als gelungen.
Laut Mattes Penkert-Hennig auf comic.de verberge sich hinter dem „bemerkenswert wertige[n] und elegante[n] Hardcover“ eine „ambitionierte, besondere Graphic Novel, die durch ihre historische Titelfigur jedoch schnell falsche Erwartungen wecken“ könne. Ostermaier präsentiere in Kramer eine Horrorstory mit „immens atmosphärische[n] Zeichnungen“. Die „durchaus expliziten Bebilderungen von Kramers wiederkehrenden Liebesspielen […] sind für sich nicht geschmacklos oder grenzüberschreitend“, würden aber die „schöne Subtilität […] leider einige Male unter dem Dampfhammer begraben“.
Im Tagesspiegel hält Oliver Ristau fest, das „getuschte Artwork zeigt Kramers unterdrückte Triebe in anmutig-düsterer Plastizität“. Wie schon in vorangegangenen Arbeiten von Ostermaier, darunter beispielsweise die Kurz-Comics Jim und Fressen und gefressen werden, scheue sie sich nicht vor expliziten Sex- und Gewaltdarstellungen. Die detaillierte Ausführung diene aber mehr der „ausführlichen Darstellung von sadomasochistischen Praktiken, als dass sie Einblicke in eine durch Frauenhass geschundene Seele gewährt“. Sonstige Motivationen von Heinrich Kramer „bleiben jedoch leider im allumfassenden Dunkel“. Dadurch werde „einiges der hier möglichen Darstellbarkeit an Horror verschenkt“. Ostermaiers „durchaus vorhandenes Geschick zur subtilen Charakterinszenierung“ werde insbesondere in Szenen deutlich, in denen sie „nicht viele Worte macht und sich, ganz wie in den wesentlich geschlossener wirkenden und vorangegangenen kürzeren Werken, auf ihre Bildsprache verlässt“.

## Auszeichnung
Im Jahr 2019 erhielt Kramer den Charly-Eiselt-Preis vom Interessenverband Comic für die „beste Publikation eines Newcomers“. Beim Lesen stelle man fest, dass die in „ein offensichtlich allbekanntes historisch kolportiertes Sujet gepackte Handlung eigentlich doch nur eine Widerspiegelung unserer heutigen Zeit“ sei, so Jurymitglied Dirk Seliger. Erschreckend sei dabei, „wie die eine Unmenschlichkeit im Vergleich zu einer weitaus schlimmeren allzu schnell zu verblassen scheint“. Manche mögen die „sehr unverblümte Verbildlichung für brutal oder anstößig“ halten, doch bei Kramer könne man davon ausgehen, „dass es sich an ein mündiges Publikum wendet, welches die richtigen Schlüsse zu ziehen vermag“. Insgesamt sei der Comic eine „metaphorische Warnung vor Trugschlüssen der Menschheit im Allgemeinen und vor religiösem Wahn im Besonderen“.